# Нижнедорожное
Нижнедоро́жное — деревня в Горшеченском районе Курской области России. Входит в состав Никольского сельсовета.

## Этимология
Получила название по реке Дорожной, устье которой находится на территории деревни.

## География
Деревня находится в восточной части Курской области, в лесостепной зоне, в пределах юго-западной части Среднерусской возвышенности, на левом берегу реки Оскол, вблизи места впадения в неё реки Дорожная, на расстоянии примерно 28 км (по прямой) к юго-западу от посёлка городского типа Горшечное, административного центра района. Абсолютная высота — 157 м над уровнем моря.

### Часовой пояс
Деревня Нижнедорожное, как и вся Курская область, находится в часовой зоне МСК (московское время). Смещение применяемого времени относительно UTC составляет +3:00.

## История
В 1762 году в деревне было 6 дворов. В 1896 году в деревне была открыта первая школа. В 1910 году построили первую начальную школу.

## Население
| 2002 | 2010 |
| ---- | ---- |
| 69   | ↘62  |

### Гендерный состав
По данным Всероссийской переписи населения 2010 года в гендерной структуре населения мужчины составляли 45,2 %, женщины — соответственно 54,8 %.

### Национальный состав
Согласно результатам переписи 2002 года, в национальной структуре населения русские составляли 99 % из 69 чел.

## Улицы
Уличная сеть деревни состоит из двух улиц (Луговая и Подгорная).

## Известные уроженцы
- Грецов, Семён Васильевич (1908—1975) — советский военнослужащий, сержант, кавалер шести медалей «За отвагу».